# Sandipani
En el marco de la mitología de la India, Sandipani Muni era un rishi o muni hinduista. Su primera aparición en los textos hindúes se encuentra en el Jari-vamsa (siglo II d. C.), donde se le menciona como el gurú del dios pastor Krisná cuando era niño.
Más tarde, el Visnú-purana (siglo IV d. C.) y el Kadambari desarrollaron esas leyendas.
- sāṃdīpani, en el sistema AITS (alfabeto internacional para la transliteración del sánscrito). Raramente se puede ver como saṇḍīpani.
- सांदीपनि, en escritura devanagari del sánscrito.
- Pronunciación: /sandipáni/.[2]
- Etimología: ‘completamente iluminado [con conocimiento]’, ‘que incita [el conocimiento]’[2]
  - proviene de saṃ-dīpana: ‘inflamante, incitante, sexualmente excitante’, nombre de una de las cinco flechas de Kamadeva (dios hinduista del amor), provocar (envidia, etc.), siendo saṃ: ‘completamente’, y dīpa: ‘lámpara’.[2]

## Resurrección del hijo de Sandipani
Según el Bhagavata-purana (siglo X), los dos hermanos pastorcitos Krisná y Balarama, y su amigo Sudama, durante su estancia como estudiantes en la casa del Sandipani Muni, aprendieron en un solo día todo lo que se podía aprender.
Al término de sus estudios, le pidieron a su maestro que les pidiera el dáksina (ofrenda) que quisiera, de acuerdo con las costumbres hinduistas.
Sandipani pidió como dákshina que le devolvieran su hijo muerto, ahogado en Prabhás (un sitio de peregrinación en la costa del océano Índico).
Los dos hermanos dijeron: «Así sea», viajaron a Prabhás y se enteraron de que el hijo había sido secuestrado por el demonio Shankha Asura (siendo shanká: ‘caracola’, y asura: ‘no sura’, ‘no deva’, grupo de tribus vencidas por los arios unos mil años antes de la composición de esta leyenda, que para esta época se habían convertido en monstruosos demonios). Shanka tenía en su poder a un ser sagrado llamado Panchayania, que vivía bajo las aguas en la forma de una caracola gigante.
Al no encontrar al hijo de Sandipani dentro de la caracola, Krisná y Balarama robaron la caracola (que se empequeñeció) y viajaron a los mundos subterráneos, donde reina Iamarash, y soplaron la caracola.
Iama se presentó ante ellos y los adoró. Después dijo: «Oh, Visnú, que estás disfrazado como un ser humano para divertirte (lila), ¿qué puedo hacer por ustedes?».
Krisná respondió: "Impulsados por mi mandamiento, oh gran regente, busca al hijo de mi maestro, que fue traído aquí como resultado de su propio karma.
Iama obedeció y le presentó al hijo (al que le había provisto nuevamente de su cuerpo de niño), y Krisná lo devolvió a Sandipani.

## Dos ásramas de Sandipani
Existen dos sitios cuyos habitantes sostienen que se encontraba el ásram de Sandipani, donde el niño pastor Krisná recibió su educación.
Cerca de Prabhás se encuentra el sitio donde la tradición dice que se encontraba el ásram de Sandipani. Está a unos 8 km al este de la ciudad de Porbandar (en el estado de Guyarat), ubicada sobre la costa del mar Arábigo a unos 110 km al sureste de la ciudad de Dwarka (conocida como la ciudad que Krisná habitó en su época como rey), que está sobre la misma costa.
Se encuentra a unos 1200 km al suroeste de Nueva Delhi y unos 500 km al noroeste de Bombay.
Festival en el ásram de Sandipani
En este sitio turístico de Porbandar se realiza un festival (útsava) dedicado a Sandipani.
En ocasión de uno de estos festivales se desató un incendio intencional que arruinó las tiendas creadas temporalmente para las autoridades nacionales.

### En la ciudad de Uyain
Los pobladores de la ciudad de Ujjain (antigua Avantipur) ―que se encuentra a unos 800 km al sur de Nueva Delhi y a unos 600 km al noreste de Bombay― sostienen que el ásram de Sandipani se encontraba aquí, a unos 2 km al norte de la ciudad. Se encuentra a unos 700 km al sursudoeste de Vrindavan, la aldea de Krisná.
Sin embargo este sitio no coincide con las leyendas del Jari-vamsa (por ejemplo, el ahogamiento del hijo de Sandipani en el mar). No obstante, se han adaptado esas historias a este sitio: por ejemplo, unos 600 m al norte del actual templo, a orillas del río Kshiprá, se encuentra Ankapata, el lugar donde el dios pastor Krisná habría lavado sus tabletas de escritura.
En ese sitio, sobre una piedra están inscritos los números del 1 al 100, que habrían sido grabados por Gurú Sandipani.
A unos 30 metros del ásrama, se encuentra el estanque Gomati kunda, adonde Krisná habría convocado a los siete ríos sagrados de la India (Ganges, Iamuna, Godavari, Sárasuati, Narmadá, Indo, Kaveri) y al río Gomati― para que su anciano gurú no tuviera que peregrinar a todos esos lugares sagrados.
Al lado de este estanque se encuentra un ídolo de Nandi (el toro sagrado del dios Sivá), que pertenece al periodo Shunga (entre el 185 y el 73 a. C.).
Los seguidores del credo Valabha consideran que este sitio es el 73.º asiento de Valabha Acharia, uno de los 84 sitios desde donde el santo dio sus discursos religiosos en toda la India.